# Гертринген
Гертринген (њем. Gärtringen) општина је у њемачкој савезној држави Баден-Виртемберг. Једно је од 25 општинских средишта округа Беблинген. Према процјени из 2010. у општини је живјело 12.030 становника. Посједује регионалну шифру (AGS) 8115015.

## Географски и демографски подаци
Гертринген се налази у савезној држави Баден-Виртемберг у округу Беблинген. Општина се налази на надморској висини од 476 метара. Површина општине износи 20,2 km². У самом мјесту је, према процјени из 2010. године, живјело 12.030 становника. Просјечна густина становништва износи 595 становника/km².

## Међународна сарадња
| Мјесто | Држава   | Врста сарадње | Од    |
| ------ | -------- | ------------- | ----- |
| Рорау  | Аустрија | партнерство   | 1976. |
| Извор  |          |               |       |